# Месяцеслов

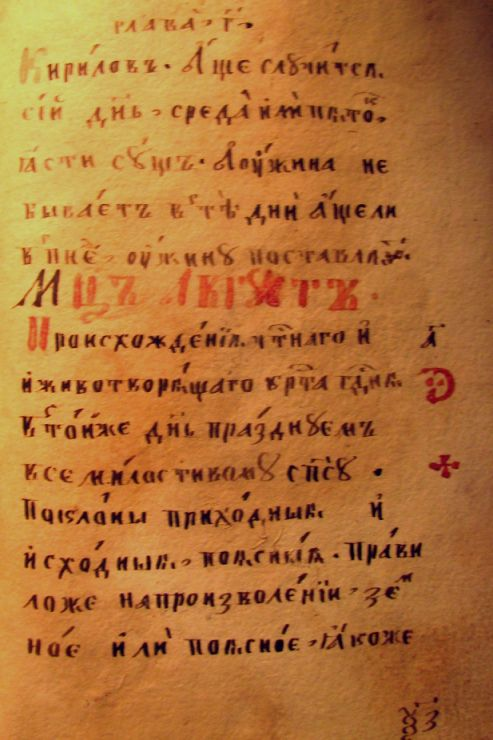
Рукописный месяцеслов (1820-е годы)

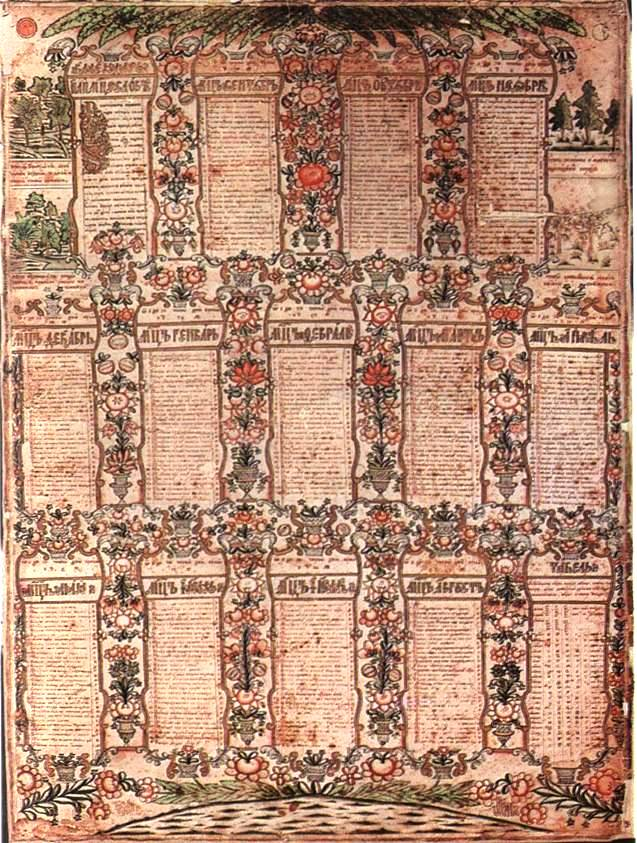
Народный месяцеслов (лубок, 1830-е годы)

Месяцесло́в (др.-рус. мѣсѧцесло́въ, мѣсѧцосло́въ, ошибочная калька с др.-греч. μηνολόγιο[ν] = др.-греч. μήν — «месяц» + др.-греч. λέγω — «собирать», а не от др.-греч. λόγιον — «слово») или свя́тцы — православный календарь, церковно-богослужебная книга с указанием дней памяти святых, годового круга церковных праздников. В православной церкви входит в состав таких богослужебных книг, как служебник, апостол, минея и типикон; может содержать также указания на особенности богослужения в тот или иной день. 
На основе церковного месяцеслова оформился русский народный земледельческий месяцеслов, в котором христианские праздники переосмыслены по-своему, в месяцеслов были внесены свои обряды, ритуалы и поверья, а христианским святым приписаны чудесные свойства покровительства и заступничества, охраны дома, человека, домашних животных, земледельческого труда и ремёсел.
В Типиконе содержится отдельная глава «О зна́мениях пра́здников месяцесло́ва» которая указывает: «Подоба́ет ве́дати, я́ко пра́здницы разделе́ни суть на вели́кие, сре́дние и ма́лые».

## Причины различий между церковным календарем XIX века и более ранними месяцесловами
В XIX веке в связи с обнаружением различий в месяцесловах, созданных в разное время, начались активные исследования по выявлению различий месяцесловов и установлению причин возникновения данных разночтений. Первый шаг в этом направлении сделал ученый, имя которого осталось неизвестным. Его труд был опубликован в журнале «Христианское чтение». Он провел сравнение месяцеслова Остромирова Евангелия (1056–1057 года) с современным ему церковным календарем. Основной причиной разночтений по мнению автора являлась реформа календаря XII веке, задачей которой было приведение в единую форму всех календарей.
Этим вопросом в середине XIX века заинтересовался историк К. И. Невоструев. В своих работах он анализировал Мстиславово Евангелие XII в. При проведении анализа, ученому удалось выяснить, что в календарях, относящихся к XIX веку, не зафиксированы святые, которые присутствовали в древних святцах. Обнаружить их можно только в Прологах и Четьих-Минеях. Невоструев выделяет основные причины переноса дней поминовения. Во-первых, если они выпадали на Великие праздники, что не допускалось в ранней месяцесловной традиции, то их приходилось переносить на ближайшие числа. Во-вторых, были дни, на которые выпадало несколько памятей. Это приводило к тому, что приходилось переносить службу одному из них на ближайшую дату. В-третьих, святых объединяли по состоянию, званию, служению и др. Также исследователь предполагал, что могли быть и ошибки писцов.

## История
Ученые считают, что церковный месяцеслов берет свое начало на древнехристианском Востоке, где с возникновением христианства стали вестись записи происходящих в церковной жизни событий, в том числе дней памяти святых и мучеников. Разные христианские общины пополняли свои месяцесловы по мере появления важных, с их точки зрения, событий, что привело к несоответствию между календарями. Такие разночтения приводили к путанице и разобщению христианских общин. Первым толчком к обобщению всех месяцесловов стал акт императора Льва Мудрого 911 года, где упоминались обязательные для почитания святые. Затем Василий II Болгаробойца приказал издать Синаксарь, чтобы распространить имена святых и сделать их общим достоянием церкви. 
С принятием христианства Русь заимствовала практически все церковные богослужебные книги, в состав которых входили церковные календари. И. П. Калинский предполагает, что первые месяцесловы попали на Русь вместе с славянскими переводами Евангелия, выполненными Кириллом и Мефодием. Наиболее ранние памятники, написанные на старославянском языке (Остромирово Евангелие, Архангельское Евангелие), имели неполные и во многом различные календари. Постепенно русские месяцесловы стали пополняться собственными событиями и святыми. Например, к XI веку в русских церковных календарях можно было найти имена Владимира Великого, князей Бориса и Глеба, Феодосия Печерского и т.д. Месяцесловы имели и практическое применение. Они использовались русскими летописцами как календари, с помощью которых они датировали важнейшие исторические события на Руси.

## Родство месяцесловов
Среди месяцесловов XI–XIII веков нет одинаковых, а сходные друг с другом встречаются крайне редко. Однако среди месяцесловов уже XIV века можно выделить родственные рукописи и даже аналоги предшественников. Совпадение состава праздников и их формулировок, равно как и наличие общих ошибок, может служить свидетельством родства месяцесловов или их происхождения от общего протографа.
Самый ранний месяцеслов, «потомков» которого удалось найти, состоит в Пантелеймоновом Евангелии. Именно он стал образцом для последующего написания двух Евангелий второй половины XIV века. Их и некоторые другие относят к группе родственных новгородских календарей.
Написанное Спиридоном в Москве в 1393 году Евангелие серпуховского князя Владимира Храброго является практически идентичной копией Архангельского первого Евангелия. Помимо буквально дословного воспроизведения оригинала, писец также повторил его ошибки и добавил к ним свои.
Календарь, находившийся в Евангелии 1383 года, написанном в Константинополе русским иноком, считается наиболее ранним датированным русским месяцесловом, где присутствовали праздники Иерусалимского Савваитского Устава и до тех пор неизвестные русской агиографии византийские праздники. Этот же перевод календаря можно наблюдать и во втором Евангелии Никона Радонежского.
Другой группой идентичных по составу месяцесловов можно назвать те, что находятся в Морозовском, Андрониковском и Климентьевском Евангелиях и Евангелии Хитрово.
Примеров подобного рода групп схожих или даже одинаковых месяцеслов довольно много. Важно заметить, что один и тот же писец не обязательно всегда писал идентичные месяцесловы.

## Таблица разрядов праздников
| Тип праздников | Разряд          | Знак Типикона | Комментарии | Примеры |
| -------------- | --------------- | ------------- | --- | --- |
| Великие        | Бденные         |               | Служба наиболее торжественна, служится всенощное бдение. | - Двунадесятые праздники; - Обрезание Господне и Василия Великого, Покров Пресвятой Богородицы, Иоанна Предтечи (Рождество и Усекновение главы), Апостолов Петра и Павла. |
| Средние        | Бденные         |               | Служится всенощное бдение с каноном Богородице на утрене. | - Апостола и Евангелиста Иоанна Богослова, 26 сентября (9 октября); - Свт. Иоанна Златоуста, 13 ноября (26 ноября); - Свт. Николая Чудотворца, 6 декабря (19 декабря). |
| Средние        | Полиелейные     |               | Служится праздничная утреня, с полиелеем, однако всенощного бдения нет.                                                                                              | - Службы каждого из 12 Апостолов; - Первое и второе обретение честно́й главы Иоанна Предтечи; - 40 Севастийских мучеников, 9 марта (22 марта); - Владимирская икона Божией Матери, 21 мая (3 июня), 23 июня (6 июля), 26 августа (8 сентября); - Казанская икона Божией Матери, 8 (21) июля (обретение), 22 октября (4 ноября). |
| Малые          | Славословные    |               | Великое славословие на утрене поётся, а не читается: отсюда название. Бдения нет.                                                                                    | - Обновление храма Воскресения Христова в Иерусалиме, 13 сентября (26 сентября); - Положение честно́й ризы Пресвятой Богородицы во Влахерне, 2 июля (15 июля). |
| Малые          | Шестеричные     |               | Название «шестеричная служба» идёт от указания Типикона петь 6 стихир святому на «Господи, воззвах» из Минеи. Святые этих праздников именуются также «шестеричными». | - Прор. Захарии и прав. Елисаветы, 5 сентября (18 сентября); - Прор. Даниила и трёх отроков Анании, Азарии и Мисаила, 17 декабря (30 декабря); - Поклонение честны́м веригам ап. Петра, 16 января (29 января). |
| Вседневные     | — (четверичные) | без знака     | Вседневные службы не являются праздничными в собственном смысле. Для полноты дни «без знака» добавляют к 5 вышеупомянутым разрядам праздников.                       | - Мученика архидиакона Евпла, 11 августа (24 августа); - К этому разряду относится бо́льшая часть памятных дней Месяцеслова. |

В греческих православных месяцесловах указанная система знаков обычно отсутствует, только в некоторых встречаются знаки уровней праздников в виде крестов различной формы.

## История изучения месяцесловов
Изучение месяцесловов было необходимо изначально для восстановления исторической реальности и датировки исторических событий. Первым человеком, который начал использовать месяцесловы для этого в XVII веке, стал митрополит Ростовский Димитрий (1651–1709). После него В. Н. Татищев и М. М. Щербатов использовали месяцеслов при работе с древнерусскими источниками.
Одной из важных работ является труд архиепископа Сергия (Спасского) «Полный месяцеслов Востока». Его первое издание вышло в 1876 году, второе, значительно доработанное, в 1901 году второй том «Святой Восток» представляет собой сводный календарь, причём для его составления Сергием был привлечен обширный круг источников от древнейших (Сирский мартиролог 411–412 годов) до более поздних, современных автору, таких как Месяцеслов всех святых 1891 года и Христианский месяцеслов 1900 года. Это в какой-то степени позволяло автору проследить эволюцию месяцесловной традиции. Кроме того, в исследованиях отца Сергия содержались разыскания по отдельно взятым месяцесловам (славянским, греческим и западным), приводилась их характеристика. Эта работа подвергалась критике, в том числе от В. В. Болотова и И. Д. Манстветова, которые отмечали, что при работе автор изучил не весь имеющийся материал. Существенным вкладом в изучение месяцесловной традиции были исследования в области агиографии.
С определенного момента ученых, занимавшихся изучением месяцесловов, можно было разделить на две группы. К первой группе относились исследователи собственно месяцесловов – они занимались их историей, развитием, составом. Еще одной сферой их деятельности был поиск разночтений в месяцесловах, что затрудняло их группировку по редакциям, хотя попытки выделения последних предпринимались. Во вторую группу входили исследователи, использовавшие месяцесловы для датировки описываемых в летописях событий. Так как вторая группа не обращалась к наработкам первой, то в случае возникновения каких-то противоречий в летописных датировках, чаще всего их объявляли ошибками летописцев.
Одна из важнейших современных работ — статья О. В. Лосевой «Периодизация древнерусских месяцесловов XI—XIV вв.», в которой рассматривается: в частности, появление в древнерусских месяцесловах византийских праздников, а также заимствование месяцесловами сведений о новых праздниках из других типов богослужебных книг, организованных по календарному принципу.

## Информационная обработка календарей-месяцесловов
Одной из главных хронологических проблем является неточное датирование исторических событий, ведь в летописях могут встречаться датировки на основе месяцесловов. Наличие в летописях двух или нескольких разных юлианских чисел, датирующих одно и то же событие, может являться результатом использования летописцами несхожих списков или редакций месяцесловов. При визуальном сравнении месяцесловов, которые были написаны в одну эпоху, но принадлежат к разным монастырским центрам, обнаружилось, что они имеют разночтения: один и тот же святой может в разных календарях стоять под разными числами.
Н.В. Степанов и С.В. Цыб предположили, что необходимо выделить отдельные редакции месяцесловов, которые будут служить ориентиром при уточнении датировок исторических событий. В основе предлагаемого метода исследования календарей лежат сравнение между собой месяцесловов с целью выявления разночтений и поиск имени или имен святых, причисленных к разночтениям, среди остальных дней года. 
Важной общей чертой всех месяцесловов является структура их построения: все месяцесловы - это календари, а значит в них указаны даты, при этом каждой дате соответствует святой и какая-то дополнительная информация о нем. Совокупность всех этих сведений позволяет идентифицировать этого святого среди других святых. 
Итак, информационную обработку месяцесловов можно разделить на два больших этапа:
1. Данные о святых из конкретного месяцеслова переносятся в базу данных;
2. Месяцесловы сравниваются между собой на основании упоминавшихся в них святых.

Информационная календарей-месяцесловов представляет собой сложный многоступенчатый процесс, который позволяет проводить сравнение источников, при этом сводя к минимуму возможности ошибки. Способ применим в исследовании любых видов источников